# Якуб Аль-Сааді
Якуб Аль-Сааді (13 червня 1976) — еміратський плавець.
Учасник Олімпійських Ігор 2016 року, де в попередніх запливах на дистанції 100 метрів на спині посів 37-ме місце і не потрапив до півфіналів.